# Будень (Алба)
Будень, Будені (рум. Budeni) — село у повіті Алба в Румунії. Адміністративно підпорядковане місту Златна.
Село розташоване на відстані 303 км на північний захід від Бухареста, 37 км на захід від Алба-Юлії, 74 км на південний захід від Клуж-Напоки.

## Населення
За даними перепису населення 2002 року у селі проживали 72 особи, усі — румуни. Усі жителі села рідною мовою назвали румунську.